# Ekkehard Lindner (Chemiker)
Ekkehard Lindner (* 21. September 1934 in Rottweil) ist ein deutscher Chemiker und Hochschullehrer an der Universität Tübingen.
Lindner studierte Chemie an der Technischen Hochschule München und promovierte 1962 unter Walter Hieber. 1967 habilitierte er unter Helmut Behrens an der Universität Erlangen-Nürnberg. Mehrere Jahre lang war er Direktor des Institutes für Anorganische Chemie der Universität Tübingen sowie Dekan der Chemie- und Pharmaziefakultät sowie Vizepräsident derselben Universität.